# Benny Carter

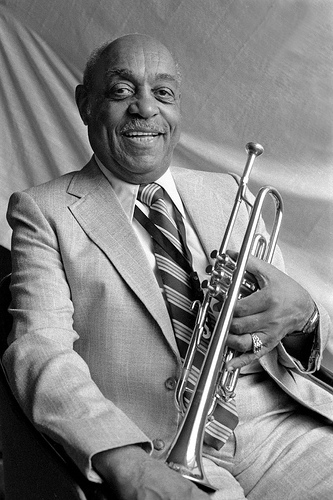
Benny Carter (1984)

Bennett Lester „Benny“ Carter (* 8. August 1907 in New York, USA; † 12. Juli 2003 in Los Angeles) war ein US-amerikanischer Jazzmusiker (Saxophonist, Trompeter, Bandleader, Arrangeur und Komponist).

## Biographie
Carter lernte bei seiner Mutter Klavier spielen und war sonst auf allen anderen Instrumenten Autodidakt. Sein Vater spielte autodidaktisch Gitarre, Beeinflusst von seinem Cousin Cuban Bennett begann er seine Laufbahn als Trompeter in der Band von June Clark, ging dann zu Billy Paige, Lois Deppe und Earl Hines. 1925 und 1926 arbeitete er mit Horace Henderson; 1928 wechselte er zu dessen Bruder Fletcher Henderson. Nach einem Intermezzo bei McKinney’s Cotton Pickers und einem ersten eigenen Versuch als Bandleader (1928) war er 1930 wieder bei F. Henderson und dann bei Chick Webb (1931) engagiert. 1932 gründete er wieder ein eigenes Orchester, dem unter anderem Wilbur de Paris, Chu Berry, Teddy Wilson und Sid Catlett angehörten, und das er bis 1934 halten konnte. Daneben schrieb er Arrangements, beispielsweise für Duke Ellington.
1935 schloss sich Benny dem Orchester von Willie Bryant als Trompeter an, als dieses auf Europatournee ging. In England arrangierte er für das BBC-Tanzorchester, in Paris arbeitete er bei Willie Lewis. Dort nahm er 1937 für das Label Swing mit Coleman Hawkins und Django Reinhardts Quintette du Hot Club de France auf. Er war auch der erste amerikanische Jazzmusiker, der in Spanien spielte. Nach weiteren Aufenthalten in den Niederlanden und Skandinavien gründete er Anfang 1939 in New York eine Band, die im Harlemer Savoy Ballroom begann und der u. a. Vic Dickenson, Eddie Heywood, Jonah Jones und Tyree Glenn angehörten. Im Mai 1940 gelang ihm mit „Sleep“ ein erster Charts-Erfolg; 1944 hatte er mit „Poinciana (Song of the Tree)“ und seiner Komposition „Hurry, Hurry“ noch zwei weitere Hits in den R&B-Charts.
Die späteren Bebopper Dizzy Gillespie (1941), 1943 auch Max Roach, J. J. Johnson und Buddy Rich spielten ebenfalls in seiner Combo. Eine größere Popularität beim Publikum, vergleichbar den Bands Goodmans/Dorseys oder James blieb aber aus.

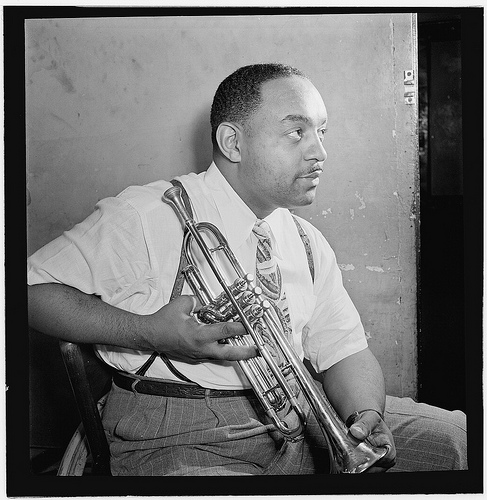
Benny Carter, Apollo Theater, ca. Oktober 1946.
Fotografie von William P. Gottlieb.

Seit der Mitte der 1940er wirkte er in Hollywood in Filmen mit, darunter Stormy Weather (1943, er spielt dort Trompete), The Snows of Kilimanjaro (1952) und schrieb Filmmusiken (u. a. zur Gene Krupa Story und 1958 zur Fernsehserie M Squad). Aus diesem Grund zog er auch nach Los Angeles, wo er tagsüber komponierte und nachts in Clubs auftrat. 1944 leitete er im Swing Club in Hollywood eine Band und machte Aufnahmen für Capitol; Sängerin war Savannah Churchill. 1951 begleitete er die Sängerin Little Miss Cornshucks bei ihren Aufnahmen für Coral, 1955 Billie Holiday auf ihrem Verve-Album Music for Torching. 1960 wandte er sich vorübergehend wieder der Konzertbühne zu und besuchte Australien und mit Jazz at the Philharmonic Europa. Er blieb aber auch im Fernsehgeschäft und schrieb und arrangierte in den Studios, auch für Count Basie. 1961 nahm er mit Coleman Hawkins für Impulse! Records sein wohl bekanntestes Album auf, Further Definitions, eine Art Neuauflage der legendären Paris-Session 1937 mit Hawkins, Stéphane Grappelli, Alix Combelle und Django Reinhardt. 1968 spielte er beim Newport Jazz Festival mit Gillespie. Ab den 1970er Jahren trat er wieder als Solist auf, widmete sich auch der Jazzpädagogik und gab regelmäßig Workshops. Noch über 90-jährig gab Carter Konzerte (beispielsweise mit Doug Lawrence) inklusive respektabler Saxophon-Soli und starb einen Monat vor seinem 96. Geburtstag.

## Sein Einfluss
Auf Tonträgern ist Benny Carter als Pianist zu hören, als Trompeter, als Posaunist, als Klarinettist und auf beinahe allen Instrumenten der Saxophonfamilie – berühmt geworden ist er aber auf dem Altsaxophon. Mit Johnny Hodges hat er zur Entwicklung der Jazzstilistik auf diesem Instrument besonders beigetragen. Er spielte flüssig, in einem eleganten, oft zum Double Time übergehenden Swing-Stil. Dabei improvisierte er mit besonderer Eleganz, melodischer Vielfalt, vollem und schönen Ton.
Carter spielte auch mit Oscar Peterson, Ray Brown, Peggy Lee und Ella Fitzgerald. Einige seiner Kompositionen sind When Lights Are Low (mit Spencer Williams), Only Trust Your Heart, Key Largo, Blue Star, I’m Sorry, I Still Love Him So und The Marriage Blues. Für Count Basie schrieb er 1961 die Kansas City Suite.

## Auszeichnungen
Er wurde mit der nationalen Kunstmedaille der Vereinigten Staaten (National Medal of Arts 2000) ebenso ausgezeichnet wie mit dem französischen Orden für Kunst und Literatur (Officier de l’Ordre des Arts et des Lettres 2001). 1986 erhielt er die NEA Jazz Masters Fellowship. 1982 feierte der New Yorker Radiosender WKCR Carters 75. Geburtstag mit einer Sendung, in der seine Musik 177 Stunden gespielt wurde. 1987 erhielt Carter einen Grammy für sein Lebenswerk. Seine abendfüllende Komposition „Central City Sketches“, die 1987 aufgenommen wurde, wurde 1988 für einen Grammy nominiert. Insgesamt wurde er siebenmal für den Grammy nominiert und erhielt ihn zweimal (für Harlem Renaissance und Elegy in Blue 1994). 1989 wurde er vom Down Beat im Internationalen Kritikerpoll als Arrangeur ausgezeichnet. 1990 wurde der immer noch aktive Carter sowohl vom Down Beat als auch von der Jazz Times International zum Künstler des Jahres ernannt. 1994 erhielt er einen Stern auf dem Hollywood Walk of Fame und 1996 die Kennedy Center Honor. Ebenfalls 1996 wurde er in die American Academy of Arts and Letters aufgenommen. 1973 hielt er Vorlesungen in Princeton und 1974 deren Ehrendoktor. Außerdem war er Ehrendoktor der Rutgers University (1991), der Harvard  University (1994), wo er ebenfalls Vorlesungen hielt, und des New England Conservatory (1998).

## Diskografische Hinweise
- The Chronological Benny Carter (Classics, 1929–1941)
- All of Me (RCA, 1934–59)
- Cosmopolite – The Oscar Peterson Sessions (Verve, 1952–54)
- Jazz Giant (Contemporary Records, 1957) (mit Ben Webster, Frank Rosolino, Jimmy Rowles, Barney Kessel, Leroy Vinnegar, Shelly Manne)
- Swingin' the '20s (Contemporary Records – 1958) (mit Earl Hines, Leroy Vinnegar, Shelly Manne)
- Helen Humes (Contemporary Records, 1959) (Benny Carter als Bandleader & Trompeter mit Helen Humes, Frank Rosolino, Teddy Edwards, André Previn, Leroy Vinnegar, Shelly Manne, Mel Lewis)
- Further Definitions (Impulse 1961) (mit Coleman Hawkins, Phil Woods, Charlie Rouse)
- The King, 1976, Pablo (mit Milt Jackson, Tommy Flanagan, Joe Pass)
- Benny Carter Four, Montreux ’77, Fantasy 1977 (mit Ray Bryant (p) Live von Montreux)
- Live in Japan, 1977, Pablo
- A Gentleman and his Music (Concord, 1985)
- All That Jazz – Live at Princeton (Limelight, 1990) mit Clark Terry, Kenny Barron, Rufus Reid